# Forsteralm
Forsteralm est une station de ski de taille moyenne, située près de Oberland, entre Gaflenz (sud-est du Land de Haute-Autriche) et Waidhofen an der Ybbs (Basse Autriche) en Autriche.
Le domaine skiable est principalement situé de part et d'autre du télésiège quatre places qui part de la station, et culmine à 1 078 m au Hirschkogel. La majorité des pistes est de difficulté moyenne, et offre une faible dénivelé.
Forsteralm est - principalement à cause de la très faible altitude de son domaine skiable et malgré le recours à des canons à neige pour une partie des pistes - particulièrement dépendante de l'enneigement naturel. Ce qui explique que la saison hivernale se termine généralement fin mars. 
Par manque de neige, le téléski IIa - ainsi que la partie du domaine qu'il dessert - est souvent fermé.
La fréquentation du domaine est relativement élevée les week-ends, probablement en grande partie du fait de son accès rapide depuis l'autoroute Vienne - Linz.
La station collabore avec la station voisine de Königsberg notamment sur l'offre de forfaits, et est membre du regroupement de stations de ski Skiregion Ostalpen.